# Jacob van der Oord
Jacob van der Oord (auch latinisiert Jacobus van der Oord; * 11. Februar 1882 in Hoogwoud; † 7. Januar 1973 in Purmerend) war von 1945 bis 1967 der 14. alt-katholische Bischof von Haarlem.

## Leben

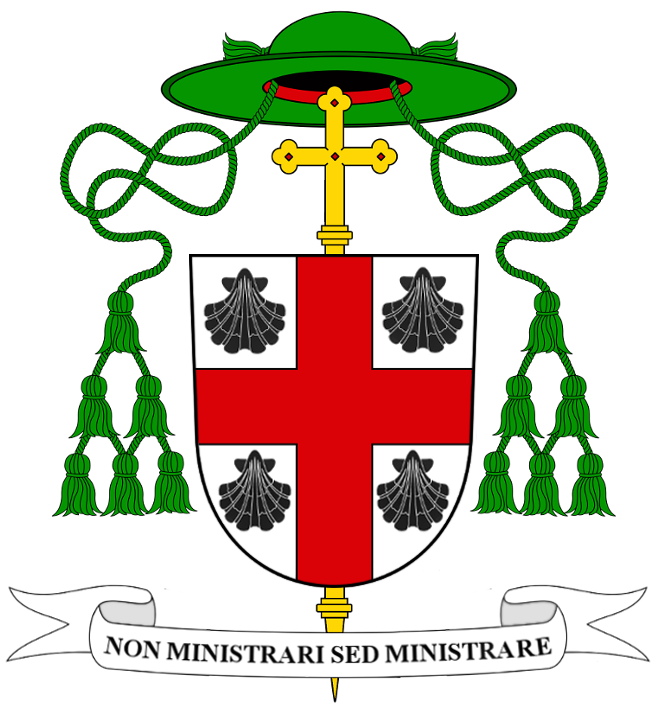
Wappen von Bischof Jacob van der Oord

### Jugend und Studium
Jacob van der Oord war der Sohn des Bauunternehmers Pieter van der Oord und dessen Frau Brigitta, geborene Krul.
Im September 1875 ging er, nach Abschluss seiner Schulausbildung in Den Helder, an das Alt-katholische Seminar zu Amersfoort. Danach besuchte er das Städtische Gymnasium dort und schloss dies mit dem Abitur ab, um dann Philosophie und Theologie am Priesterseminar zu studieren.

### Priesteramt
Seine Priesterweihe fand am 28. Mai 1908 statt. Er war in der Folgezeit Pfarrer in Culemborg (1908–1916), in Egmond aan Zee (1916–1926) und Amsterdam (1926–1946), ab 1937 auch Dekan der Diözese Haarlem. Nach der Aufhebung des Pflichtzölibats 1922 heiratete er am 26. Juni 1923 Elisabeth Kerkhoff. Van der Oord war 30 Jahre lang Geschäftsführer der Stiftung „Adelbertus-Ahuys-Fonds“, der Diözesankasse des Bistums Haarlem; er war Mitglied des Zentralen Finanzausschusses, einem Vorgänger der 1938 gegründeten Allgemeinen Kirchenkasse; wurde von Amts wegen Präsident der Altkatholischen Abteilung der anglikanisch-altkatholischen Willibrord-Gesellschaft, welche die Beziehungen zwischen diesen beiden Kirchengemeinschaften stärkt und fördert; Mitglied des Vorstandes der Vereinigung alt-katholischer Unterstützungsfonds (1937–1941) und von 1939 bis 1945 Mitglied des bischöflichen Rates.

### Bischofsamt
Nach dem Rücktritt des Bischofs von Haarlem, Henricus Theodorus Johannes van Vlijmen, wählte ihn das Haarlemer Wahlkollegium am 18. September 1945 zu dessen Nachfolger, die Bischofsweihe empfing er am 13. November 1945 in der Kathedralkirche in Haarlem durch den Erzbischof von Utrecht, Andreas Rinkel. Während seines Episkopats ließ er in Den Helder eine neue Kirche bauen, weil das alte Kirchengebäude in den Kriegsjahren von den deutschen Besatzern zerstört worden war. In Alkmaar gründete er eine neue Pfarrei und richtete dazu ein Wohnhaus als Kirche ein. In IJmuiden organisierte er die Teilung der großen Pfarrei und legte den Grundstein für die neue Pfarrkirche. Die Kathedrale St. Anna und Maria in Haarlem, die 1942 fertiggestellt worden war, stattete er mit künstlerisch gestalteten Glasfenstern, Wanddekorationen und einem neuen Altar aus.
Am 27. August 1967 trat er im Alter von 85 Jahren von seinem Bischofsamt zurück und beantragte seine Pensionierung am 1. September 1967.